# 美国银行中心 (休斯顿)
美国银行中心（英語：Bank of America Center）是一栋坐落于德克萨斯州休斯顿的摩天大楼，是休斯顿市中心最早的后现代主义建筑代表性建筑之一。该建筑于1983年完工，由建筑设计师菲利普·约翰逊和约翰·伯吉设计建造。